# 테티고니아 비리디시마
테티고니아 비리디시마(학명: Tettigonia viridissima) 또는 큰녹색수풀여치(Great green bush cricket)는 구북구에 분포하는 메뚜기목 여치과의 곤충으로, 중베짱이의 무리이다. 관목이나 풀밭에서 산다. 수컷은 영역을 정해 놓고 울음소리를 내는데, 온도가 낮아지면 울음소리가 느려진다. 날개는 매우 길다. 과거에 한국의 중베짱이(T. ussuriana)가 이 종의 학명으로 잘못 기재된 적이 있다.

## 사진

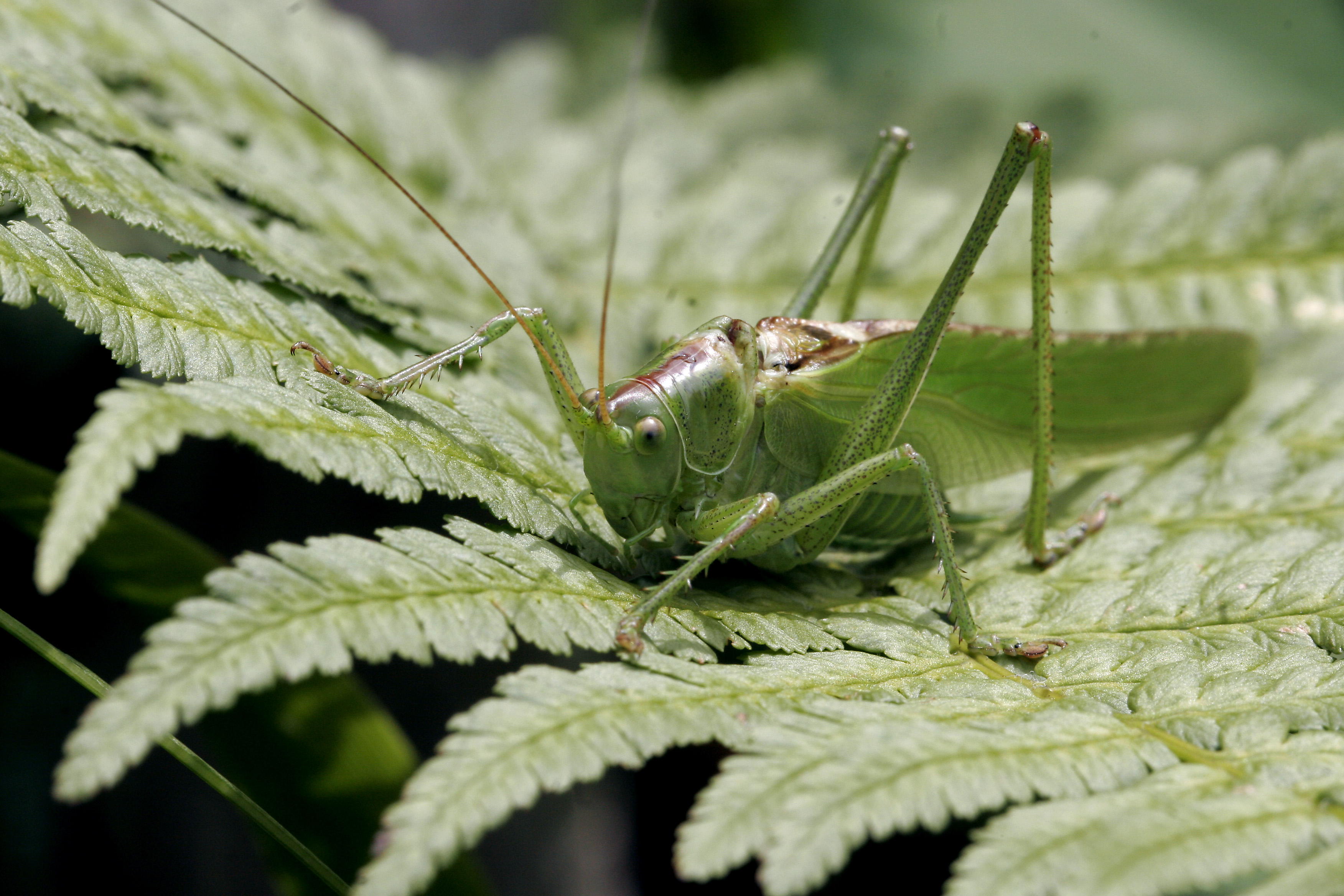
수컷
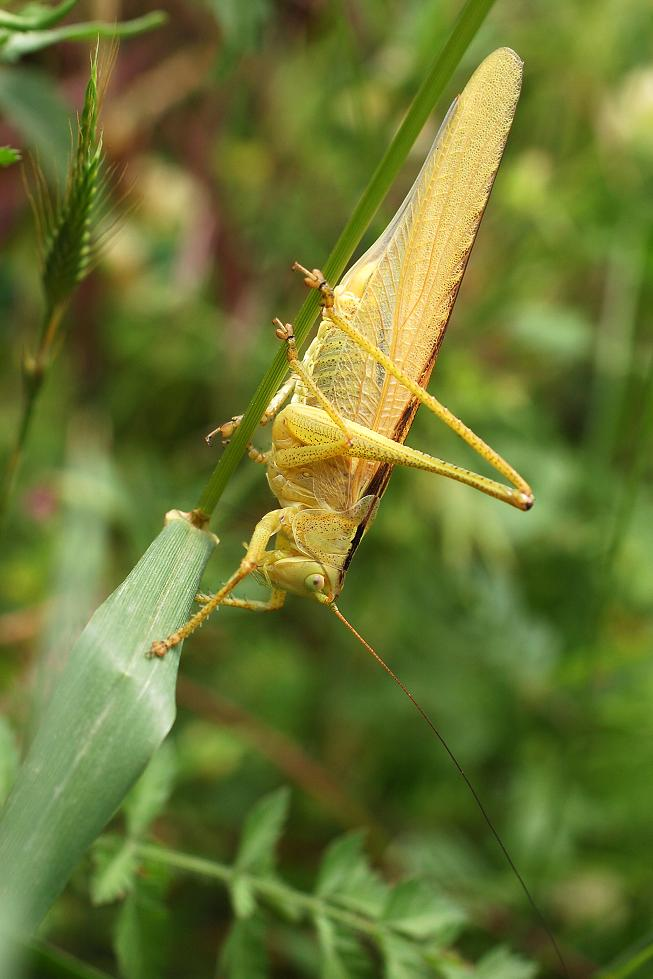
갈색형
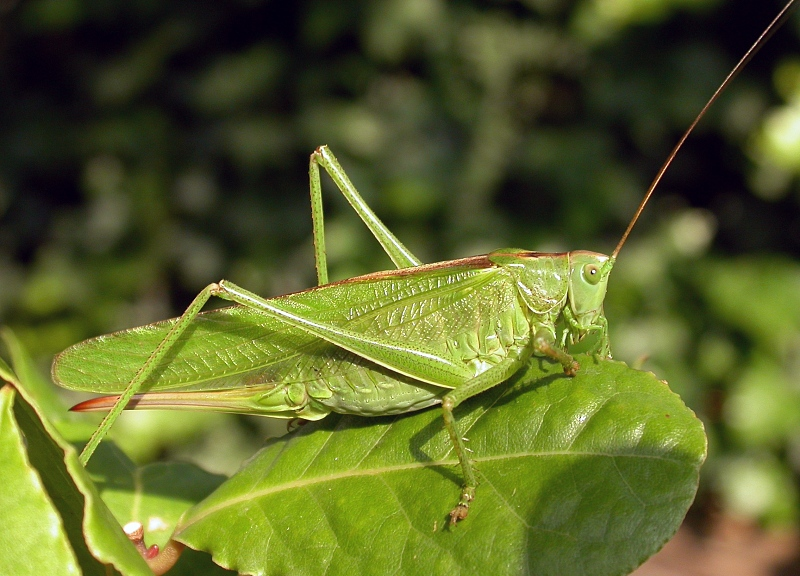
암컷
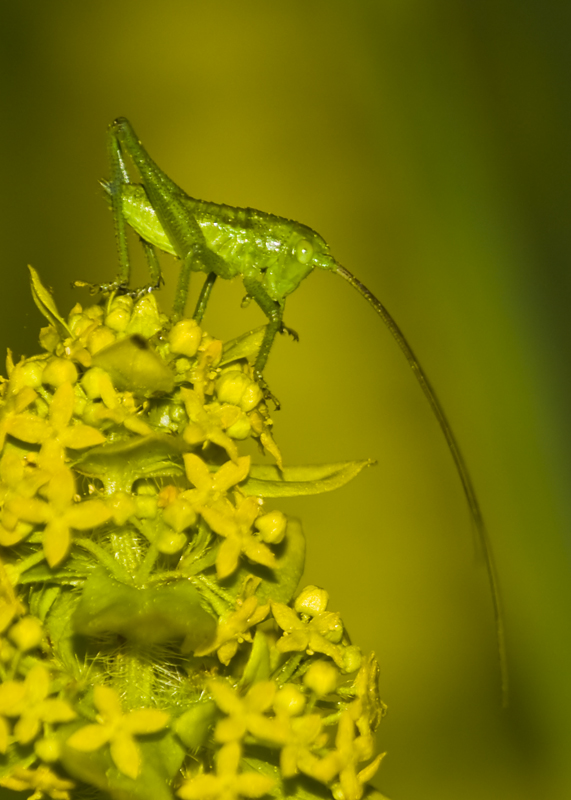
애벌레
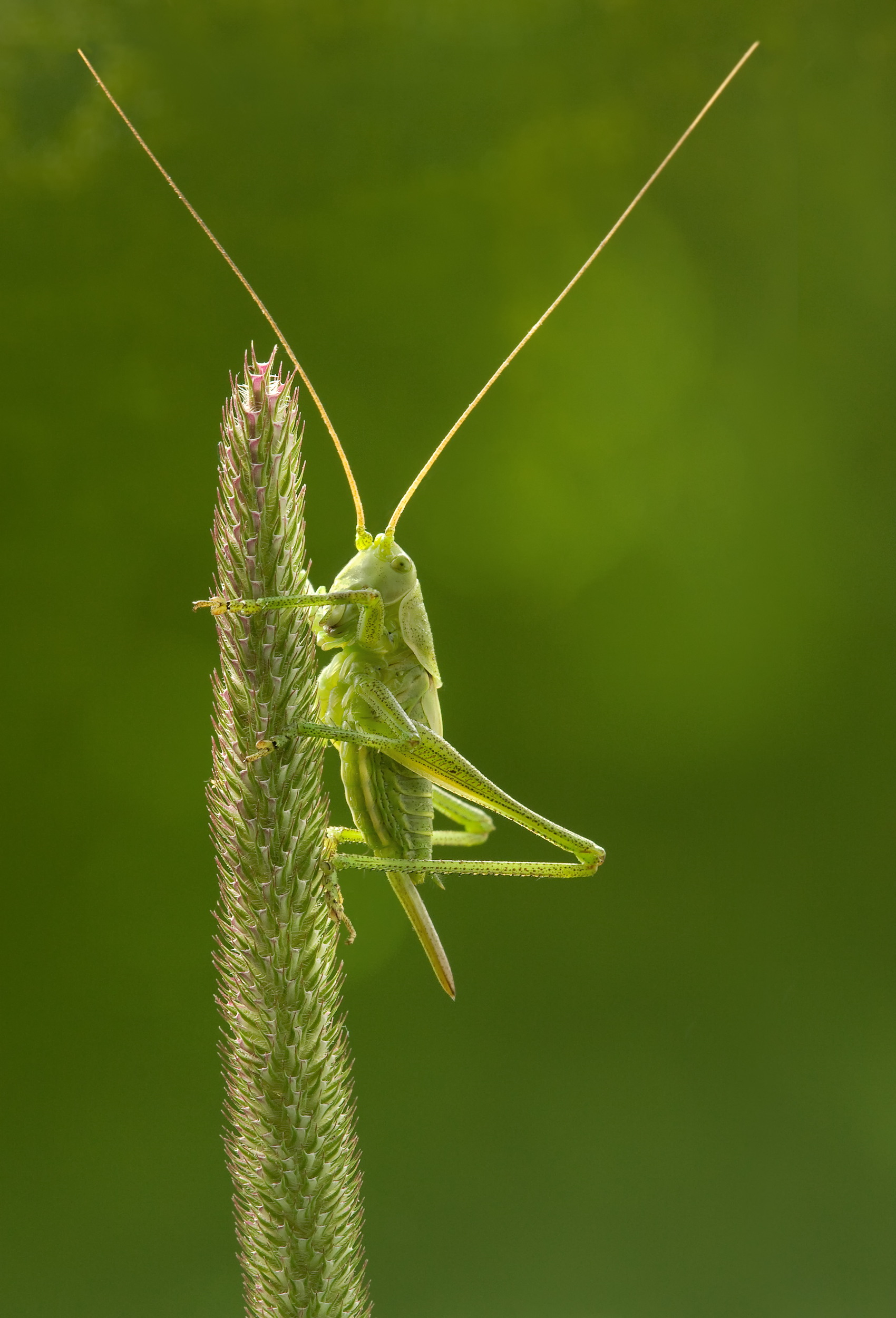
조금 자란 애벌레
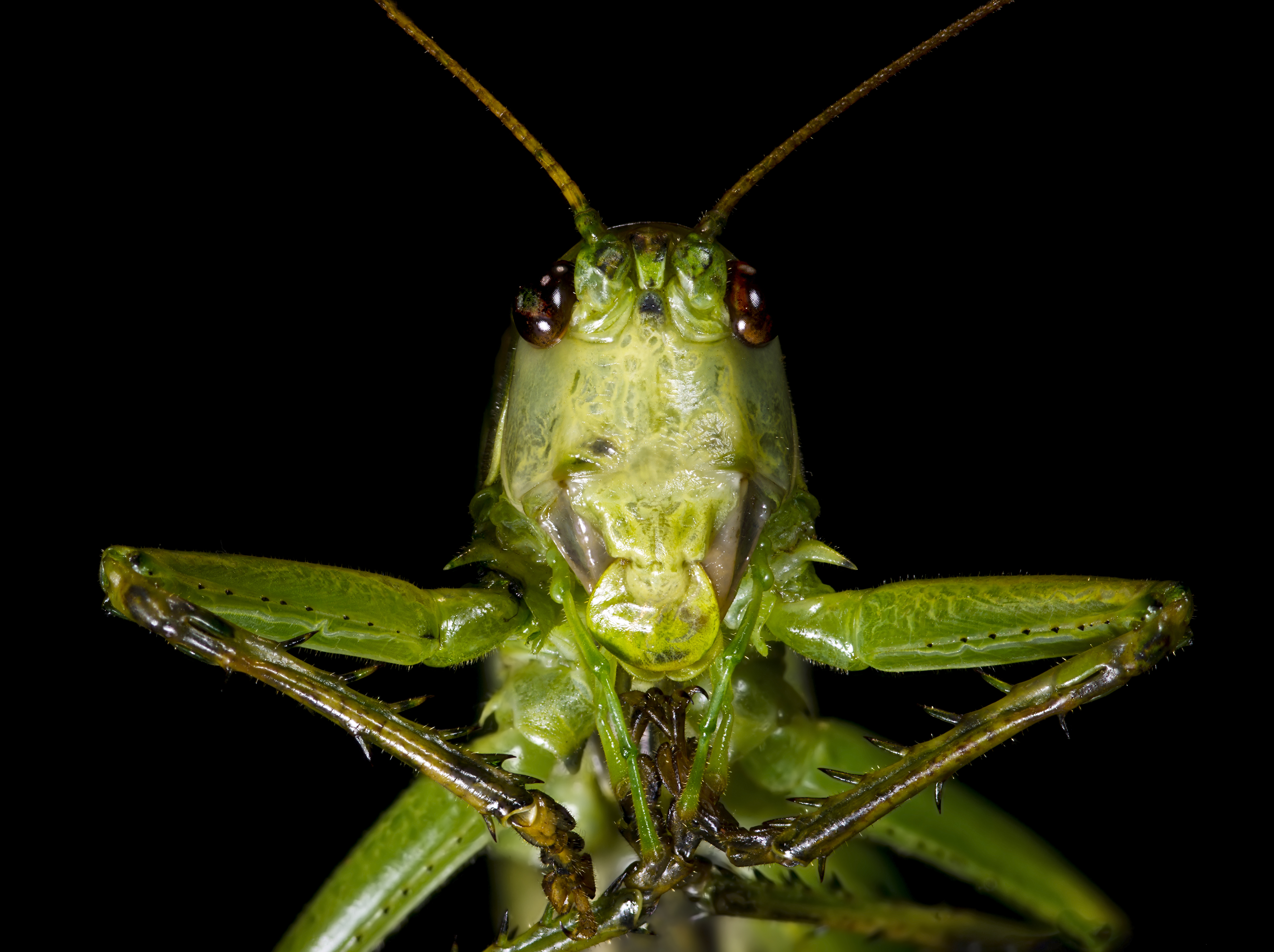
얼굴
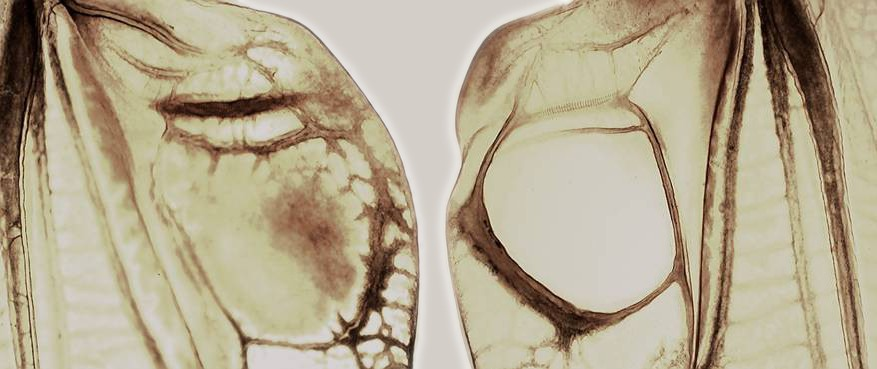
앞날개의 발음 기관